# Чжили-Аньхойская война
Чжили-Аньхойская война (кит. трад. 直皖戰爭, упр. 直皖战争, пиньинь zhíwǎn zhànzhēng, палл. чживань чжаньчжэн) — военный конфликт, произошедший в 1920 году в Китайской Республике между Чжилийской и Аньхойской кликами за власть над Бэйянским правительством.

## Начало
Напряжение между сторонами росло со времени войны в защиту Конституции 1917 года. Дуань Цижуй, лидер Аньхойской клики, поддерживал агрессивные действия против юга страны и выступил в поддержку военных действий после того, как стал главой Государственного совета. Своей целью он ставил избавить юг страны от военных правителей и объединить Китай. Чжилийская же клика действовала с помощью соглашений и переговоров, надеясь переманить соперничающих генералов на свою сторону финансовой и политической поддержкой. Дуань не признавал усилия чжилийцев и благоволил к своим офицерам и политикам, нежели к чужим. После создания де-факто собственной армии по кредитам Нисихара он оккупировал Монголию. Почувствовав угрозу, маньчжурская Фэнтяньская клика вступила в союз с Чжилийской кликой и начала переманивать юго-западных генералов, напуганных Аньхойской армией Дуаня. Заручившись поддержкой Великобритании и США, Чжилийская и Фэнтяньская клики заставили президента Сюй Шичана отстранить от дел генерала Сюй Шучжэна, главу монгольской экспедиции. Потеряв лицо из-за действий слабосильных, но опасных союзников, генералы Сюй и Дуань осудили их действия и приготовились к войне.
В ноябре 1919 года лидер Чжилийской клики У Пэйфу встретился с представителями Тана Цзияо и Лу Жунтина в Хэнъяне, где они подписали соглашение под названием: «Призыв в Объединённую армию спасения страны». Это сформировало основу союза против Аньхойской клики. В апреле 1920 года, посетив поминальную службу в Баодине по солдатам, погибшим в Хунане, бывший кандидат в президенты Цао Кунь убедил вступить в союз других генералов, включая правителей провинций Хубэй, Хэнань, Ляонин, Цзилинь, Хэйлунцзян, Цзянсу, Цзянси и Чжили. Конфликт стал очевиден, когда обе стороны начали активно готовиться к войне.

## Телеграмма Баодин-фу
Многие чжилийские и фэнтяньские генералы, как, например, Цао Кунь, Чжан Цзолинь, Ван Чжаньюань, Ли Шунь, Чэн Гуанъюань, Чжао Ти и Ма Фусян, подписали ноту осуждения Аньхойской клики и её политического крыла, клуба Аньфу, возглавляемого Сюй Шучжэном и Дуань Цижуем. Эта нота распространялась телеграммой, названной Баодин-фу, 12 июля 1920 года.

## Размещение войск
В начале июля 1920 года Аньхойская клика собрала 5 дивизий и 4 соединённые бригады и сформировала Армию национальной стабилизации (定国军). главнокомандующим был назначен Дуань Цижуй. Армия была размещена на двух фронтах: западный фронт охватывал окрестности Чжочжоу, Лайшуй (涞水) и Гу’ань (固安), восточный же охватывал окрестности посёлка Лян (梁) и храма Северного полюса (北极庙) к западу от посёлка Ян (杨).
Чжили и союзники собрали одну дивизию и девять соединённых бригад и сформировали Армию подавления предателей (讨逆军); главнокомандующим передовой был назначен У Пэйфу. Эта армия тоже была размещена на двух фронтах: восточный фронт располагался в окрестностях посёлка Ян, а западный — в окрестностях отеля Гаобэй (高碑). Тем временем Чжан Цзолинь отправил специальный отряд в округ Шаньхайгуань с заданием занять лошадиную ферму и главный склад провианта.

## Бои
14 июля 1920 года аньхойская армия атаковала чжилийскую одновременно на обоих фронтах. Чжилийские силы оставили отель Гаобэй и отступили. Через два дня с помощью японских войск аньхойская армия также заняла посёлок Ян, заставив чжилийские войска сформировать вторую линию обороны в районе северного склада (北仓). На этом наступление аньхойских сил остановилось.
17 июля У Пэйфу лично командовал западным фронтом Чжилийской армии, дерзко обойдя с фланга аньхойские силы и заняв штаб-квартиру западного фронта врага. Результатом стало взятие в плен аньхойского главнокомандующего Цюй Тунфэна и многих офицеров, включая командующего Первой дивизией. Захватив Чжочжоу, У преследовал отступающую аньхойскую армию до самого Пекина. За исключением Пятнадцатой дивизии, весь западный фронт аньхойцев был разбит. В тот же день Фэнтяньская армия атаковала аньхойский восточный фронт. Узнав о прорыве линии западного фронта, командир восточного фронта, начальник штаба Сюй Шучжэн, сбежал в Пекин, оставив свои войска сдаваться чжили-фэнтяньской армии.
19 июля Дуань Цижуй понял, что битва проиграна, и подал в отставку. 23 июля объединённые силы Чжили и Фэнтяня вошли в Южный сад (南苑) и захватили Пекин, после чего Аньхойская клика признала поражение и сдалась.

## Результаты
Чуть более чем неделя боёв привела к неожиданному поражению Аньхойской клики и полному распаду Бэйянской армии. У Пэйфу стали считать тем, кто принёс Чжилийской клике победу. Оказавшей поддержку Фэнтяньской клике было разрешено войти в правительство. Это положение дел продолжалось до Первой Чжили-Фэнтяньской войны в 1922 году.